# Рокавей
Ро́каве́й (англ. Rockaway) — полуостров на юге боро Куинс, Нью-Йорк, в составе Лонг-Айленда.

## География
Полуостров представляет собой протяжённую косу шириной около полутора километров. С севера Рокавей омывается водами бухты Джамейка, с запада — залива Рокавей, с юга — Атлантическим океаном. На востоке полуостров граничит с округом Нассо.
Почвы полуострова представлены наносным грунтом, сформировавшимся на месте барьерных островов. В свою очередь, они образовались во время схода ледника 22 000 лет назад. Вследствие низкого расположения полуостров подвержен регулярным наводнениям.
На полуострове расположено несколько районов Куинса, самый густонаселённый из которых — Фар-Рокавей на востоке. По состоянию на середину 2010-х годов на полуострове проживало около 130 000 человек.

## Этимология
Точных сведений о происхождении названия полуострова нет. По наиболее вероятной версии, оно пошло от слова «Рекувеки» (Reckouwacky) из языка племени ленапе, что означает «место наших людей» или «коса земли».

## История

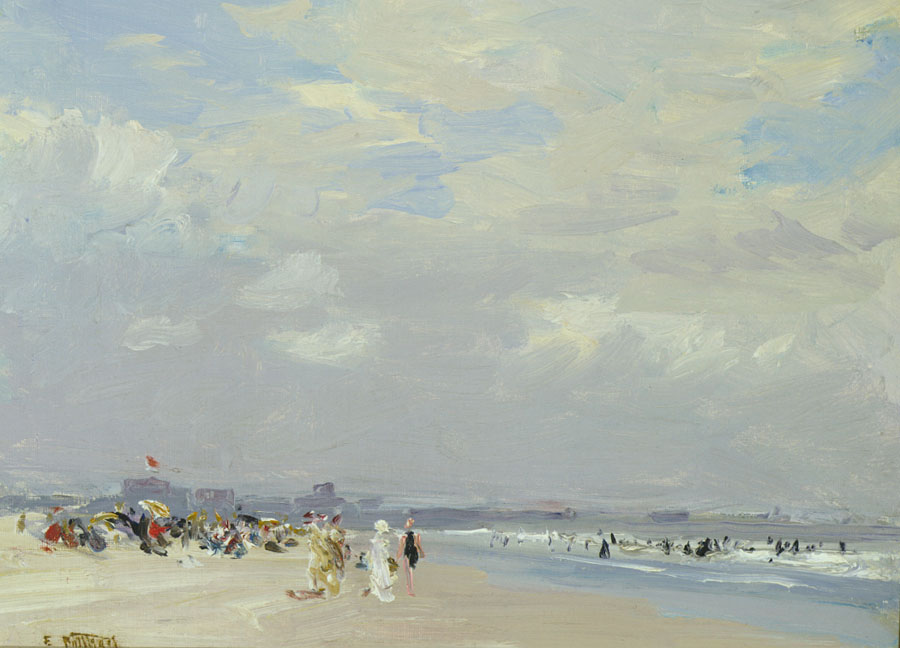
Пляж Рокавей на картине кисти американского импрессиониста Потхаста (ок. 1910 г.)

В 1639 или 1640 году племя мохеган из Коннектикута продало голландцам большую часть Лонг-Айленда, включая Рокавей. Индейцы продолжали жить на полуострове на протяжении ещё нескольких десятилетий: Рокавей не пользовался популярностью у первопоселенцев ввиду его отдалённости от основных поселений и бедной неплодородной почвы.
В конце XVII века земли полуострова выкупил английский фабрикант железных изделий Ричард Корнелл. В 1833 году семейство Корнеллов распродало большую часть своих территорий зажиточным горожанам. На их средства был построен фешенебельный отель Марин-Павильон за рекордную по тем временам сумму в 43 000 долларов. Спустя 31 год отель погиб в пожаре.
Вплоть до середины XIX века Рокавей оставался малозаселенным. В 1864 году между полуостровом и бруклинским районом Канарси был пущен паром. Спустя ещё пять лет из Куинса до района Фар-Рокавей была проведена железная дорога. Развитие транспортной инфраструктуры привело к буму в строительстве отелей, и вскоре Рокавей превратился в популярный летний загородный курорт с множеством летних бунгало.
В 1880 году вдоль бухты Джамейка была проведена эстакада железной дороги Лонг-Айленда. В 1956 году она была включена в линию Фултон-стрит Нью-Йоркского метрополитена.
В 1960-х годах в рамках проекта по массовой застройке в пляжной зоне Рокавея было снесено множество летних бунгало. Проект в итоге так и не был воплощён.
По состоянию на конец 2000-х годов застройка полуострова была представлена малоэтажными частными летними домами.
Поселения на полуострове сильно пострадали в результате урагана Сэнди в октябре 2012 года. Только в районе Бризи-Пойнт — самом западном на полуострове — полностью сгорело 110 домов.

## Достопримечательности

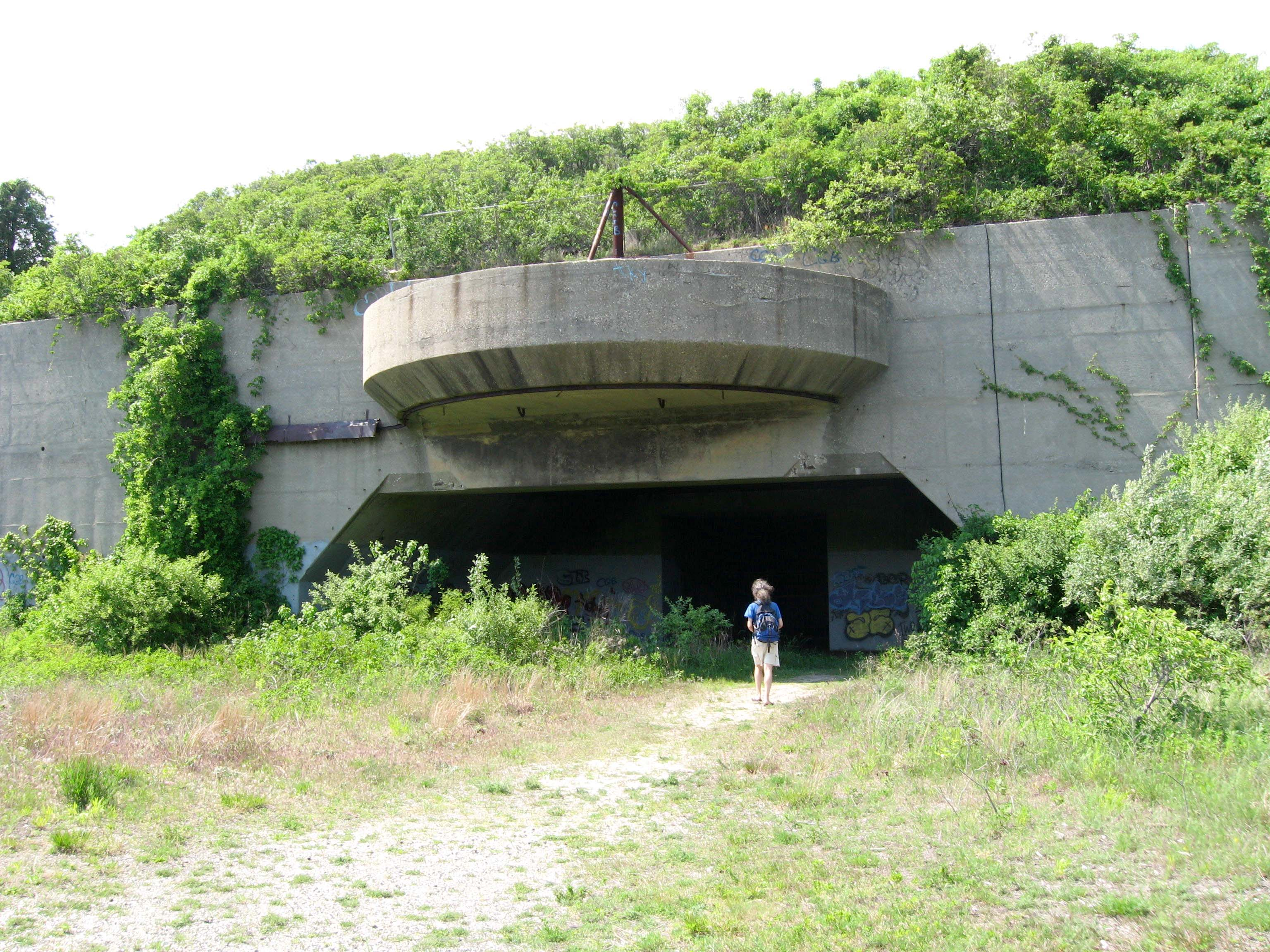
Укрепления Форт Тилден в 2008 году

Рокавей входит в Национальную рекреационную зону Гейтуэй, охватывающую север штата Нью-Джерси и отдельные районы Статен-Айленда и Бруклина.
В центральной части полуострова расположен парк Якоба Рииса, названный в честь датско-американского пионера фотожурналистики. По соседству с парком находится форт Тилден, выполнявший функции укреплений береговой артиллерии. В 1984 году форт был включен в Национальный реестр исторических мест США.